# 塗城里
塗城里轄屬中華民國臺中市大里區，位於該區東南端。

## 里名由來
本里位居山區通往平原路上，早期開墾之時易遭原住民侵襲，故建土城以防禦，早期名為「土城」，後因「土」、「塗」讀音相似，日治時期遂以「塗城」稱之。

## 地理
塗城里位於大里區東南邊，東鄰健民里，西隔美群路和瑞城里為鄰，南與霧峰區接壤，北為仁德里，總面積1.775平方公里，共劃分為35個鄰。

## 歷史沿革
原名頂塗城，當時是為了防禦原住民攻擊聚落，於是在重要地點架設高架守衛亭，出入口設有「槍櫃」，並置有小槍砲。由村民輪流站崗守衛，每遇原住民來襲，即鳴鑼示警，村民聞聲隨即迅速抵抗。 
清代時即稱土城，光緒十三年（1887年），本地隸屬台灣縣藍興堡「土城庄」，日治時代明治三十四年（1901年）屬台中廳藍興堡「塗城庄」，大正九年（1920年）隨行政區調整，隸屬台中州大屯郡大里庄塗城大字。二次大戰結束後，國民政府接收臺灣，以原塗城大字範圍置塗城村，隸屬臺中縣大里鄉。民國65年（1976年）與民國71年（1982年）分別析置金城村與瑞城村。民國八十二年（1993年）大里鄉升格為縣轄市大里市，隨之改制為塗城里。

## 教育與醫療

### 教育
國民小學
- 臺中市大里區美群國小

## 特色

### 宗教
- 大庄福德祠
- 塗城聖明宮台中大里塗城聖明宮

### 休閒設施
- 塗城槌球場
- 自行車道
- 塗城公園

## 交通
主要道路
- 塗城路
- 光正路
- 健東路

臺中市市區公車
| 市區公車編號 | 業者     | 營運區間                     | 備註                             |
| 131          | 台中客運 | 北屯區行政大樓－朝陽科技大學 | 經塗城路、竹仔坑，固定班次       |
| 133          | 台中客運 | 高鐵台中站－朝陽科技大學     | 經大元國小、德芳路、十九甲、塗城 |

### 出處
1. ↑  . 大里區戶政事務所. （原始内容存档于2012-07-05）.

### 書籍
- 《臺灣地名辭書》卷十二《臺中縣》第二冊，第27-28頁

### 外部連結
- 臺中市大里區公所 沿革